# Иордан, Александр Фридрихович
Александр Фридрихович Иордан (1864 — не ранее 1917) — русский военачальник, генерал-майор.

## Биография
Родился 22 июля (3 августа) 1864 года в лютеранской семье.
Воспитывался в 3-м Московском кадетском корпусе. В военную службу вступил 31 августа 1882 года. По окончании 3-го военного Александровского училища был выпущен в 114-й пехотный Новоторжский полк. Подпоручик (ст. 14.08.1884). Поручик (ст. 14.08.1888). Штабс-капитан (ст. 15.07.1894). Капитан (ст. 19.07.1898).
Участник русско-японской войны 1904—1905 гг. Подполковник (ст. 28.05.1905). Командовал батареей. Полковник (пр. 1910; ст. 04.08.1910; за отличие). Командир 2-го дивизиона 37-й артиллерийской бригады (с 04.08.1910).
Участник Первой мировой войны. Генерал-майор (пр. 23.11.1915; ст. 23.04.1915). Командир 74-й артиллерийской бригады 74-й пехотной дивизии с 25 июля 1914 года. 
С 27 февраля 1917 года — инспектор артиллерии 41-го армейского корпуса, с 30 апреля 1917 года — исполняющий должность инспектора артиллерии штаба 7-й армии
Дальнейшая судьба Александра Фридриховича Иордана неизвестна.

## Награды
- Награждён орденом Св. Георгия 4-й степени (19 сентября 1916) и Георгиевским оружием (29 июля 1917).
- Также награждён орденами Св. Анны 4-й степени (1905); Св. Станислава 2-й степени с мечами (1905); Св. Анны 2-й степени (1909); Св. Владимира 4-й степени с бантом (1910); Св. Станислава 1-й степени с мечами (02.06.1916).